# Dactylorhiza insignis
Dactylorhiza insignis är en orkidéart som först beskrevs av Thomas Stephenson och Thomas Alan Stephenson, och fick sitt nu gällande namn av Károly Rezsö Soó von Bere. Dactylorhiza insignis ingår i Handnyckelsläktet som ingår i familjen orkidéer. Inga underarter finns listade i Catalogue of Life.